# 马米罗勒
马米罗勒（法語：Mamirolle，法語發音：[mamiʁɔl]）是法国杜省的一个市镇，位于该省中部偏西北，属于贝桑松区。

## 地理
马米罗勒（47°11'49"N, 6°9'42"E）面积14.46 平方千米，位于法国勃艮第-弗朗什-孔泰大區杜省，该省份为法国东部内陆省份，北起上索恩省，西接汝拉省，东部及东南部与瑞士接壤，东北部与贝尔福地区省接壤。
与马米罗勒接壤的市镇（或旧市镇、城区）包括：塔尔瑟奈-富什朗、拉舍维约特、奈塞莱格朗日、特雷波、索恩。
马米罗勒的时区为UTC+01:00、UTC+02:00（夏令时）。

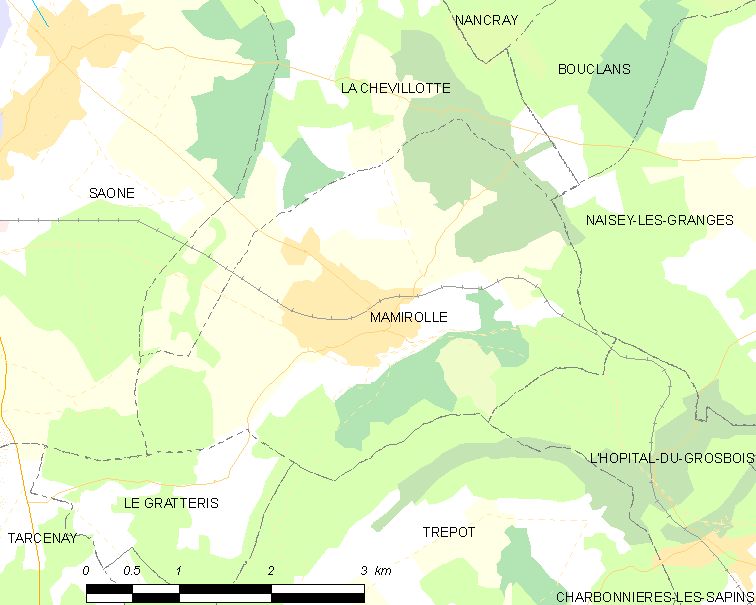
马米罗勒的OSM定位图

## 行政
马米罗勒的邮政编码为，INSEE市镇编码为25364。

## 政治
马米罗勒所属的省级选区为贝桑松第五县。

## 交通
法国国道N57线和杜省省道D112线、D221线和D410线在马米罗勒镇中心附近交汇。马米罗勒站开行直通贝桑松的列车。

## 人口

1962-2008年间马米罗勒人口变化图示

马米罗勒于2022年1月1日时的人口数量为1974人。